# Порно.Com
«Порно.Com» — кінофільм режисера Боба Рейфелсон, що вийшов на екрани у 2002 році.

## Зміст
Часом прохання старих друзів можуть не тільки спантеличити і привнести сум'яття у розмірене життя, але і спричинити за собою вельми приємне знайомство, що не виключає пікантного продовження. Так, вже немолодий режисер відправляється на зйомки порно, де повинен закінчити фільм товариша, щоб тому дали спокій досить неприємні представники кримінального світу…

## Ролі
| Актор           | Роль |
| --------------- | ---- |
| Боб Рейфелсон   | -    |
| Фаб'єн Бабе     | -    |
| Андреас Шмідт   | -    |
| Тревор Гріффітс | -    |
| Томас Морріс    | -    |
| Ейн Мур         | -    |
| Роксана Сунь    | -    |
| Дороті Моріц    | -    |
| Марія Шустер    | -    |
| Мартін Блейні   | -    |

## Знімальна група
- Режисер — Боб Рейфелсон
- Актёр — Дімєнтор
- Сценарист — Боб Рейфелсон
- Продюсер — Таня Медінг, Ейн Мур, Регіна Циглер
- Композитор — Роберт Хоен, Пітер Рафелсон